# Renshō Nada
Pour les articles homonymes, voir Nada.
Rensho Nada est un joueur de shogi japonais né le 16 mars 1927 à Hiwasa dans la préfecture de Tokushima et mort le 26 avril 1984.
Il remporta le titre d'Oza en 1963, deux fois la coupe NHK et disputa la finale pour le titre de shogi le plus important, celui de Meijin (grand maître) en 1970.

## Biographie et carrière
Devenu joueur professionnel en 1947 après la Seconde Guerre mondiale, Rensho Nada remporta :
- la Coupe du Japon (tournoi des 7e, 8e et 8e dan) en battant Yūzō Maruta.en 1959 ;
- le tournoi Saikyo Shaketeisen (ancêtre du tournoi Kio) en 1962
- deux fois la Coupe NHK en 1958 et 1962 (il fut également trois fois finaliste de 1955 à 1957) ;
- une fois le titre d'Oza en 1963 (il disputa également à la finale en 1955).

Il participa à la ligue A de sélection du challenger le titre de Meijin pendant 17 années de 1953 à 1974. Il remporta le tournoi des classe A en 1970, ce qui lui permit d'affronter le Meijin Yasuharu Oyama en 1970
Il a été classé 9e dan à partir de 1976.
Il est mort en 1984 alors qu'il était un joueur toujours actif.